# Москва-Бутирська
Москва-Бутирська також Савеловський вокзал (до 1912 — Бутирський) — пасажирський термінал залізничної станції Москва-Бутирська. Один з десяти залізничних вокзалів Москви. Входить до Московської регіональної дирекції Дирекції залізничних вокзалів.)
Станція Москва-Бутирська Московської залізниці входить до Московсько-Смоленського центру організації роботи залізничних станцій ДЦС-3 Московської дирекції управління рухом. За основним застосування є вантажною, за обсягом роботи віднесена до 1 класу. Є початковим пунктом Савеловського напрямку МЗ. Не є тупиковою — через станцію також проходить транзитом Олексіївська сполучна лінія, до якої примикає Савеловський напрямок.

## Історія
Ініціатором будівництва Савеловської лінії був Сава Іванович Мамонтов, голова Правління Товариства Московсько-Ярославської залізниці.
У 1897 товариство отримало дозвіл імператора і приступило до вишукувань, а потім і до прокладання нової залізниці від Москви до села Савелово завдовжки 130 км. Надалі залізницю планувалося продовжити до Калязіна, Углича і Рибінська.
Сам вокзал через різні зволікання будували довго (1897—1902 рр.). Керував роботами і, ймовірно, був автором проекту А. С. Сумароков. Місце було обрано за межами Москви, у Бутирської застави, де ціна на землю була невисока (проте у 1900 Московська міська дума, розуміючи, які перспективи виникли у даного району, змінила межі Москви і Московського повіту, включивши вокзал до складу міста). Туди вже завезли будівельні матеріали, але частину залізниці запропонувала купити Віндаво-Рибінська залізниця, що наполягала на розташуванні вокзалу в іншому місці. Угода так і не відбулася, влітку 1900, коли Московсько-Ярославський-Архангельська залізниця була передана в казну, будівництво вокзалу було відновлено. 10 (23) березня 1902 роботи завершилися, і відбулося урочисте відкриття та освячення. Спочатку вокзал називався Бутирський (від Бутирської застави). На Савеловський вокзал було перейменовано у 1912.
Будівля була одноповерховою, двоповерховою лише в центрі, де розміщувалися службові квартири.
Спочатку станція називалася Москва-Савеловська. У 1900 році перейменована у Москва-Бутирська. У 1936 утворено дві станції: Москва-Пасажирська-Бутирська і Москва-Товарна-Бутирська. У 1957 році об'єднані в одну станцію Москва-Бутирська.

## Пасажирський рух по станції
Москва-Бутирська — єдина станція з дев'яти провідних пасажирських станцій Москви, що обслуговує тільки приміські електропоїзди.
Електропоїзди на Савеловський напрямок слідують:
- по головному ходу до станції Савелово (місто Кімри) або до ближчих станцій (основні — Дмитров, Ікша, Лобня)
- до Дубни по відгалуженню від головного ходу (зокрема, курсує комфортабельний фірмовий експрес, що складається з шести загальних вагонів першого та другого класу, із зупинками на Окружній, в Долгопрудному, Лобні, Дмитрові, Вербилках і на Великій Волзі)
- до Жолтиково (1 пара по вихідних) і Костіно (1 пара) на Велике кільце МЗ по відгалуженню від головного ходу
- Виконується рух Рекс — Регіональних експресів за маршрутом Одинцово - Сколково - Слов'янський бульвар - Москва-Пасажирська-Смоленська - Москва-Бутирська (з 9 колії) — Окружна - Долгопрудний — Лобня - Дмитров - Вербилки - Велика Волга - Дубна.

## Ресурси Інтернету
- Официальный сайт Савёловского вокзала [Архівовано 24 жовтня 2018 у Wayback Machine.]
- Московская железная дорога [Архівовано 25 лютого 2010 у Wayback Machine.]
- Аэроэкспресс [Архівовано 10 січня 2016 у Wayback Machine.]
- Российские железные дороги [Архівовано 30 грудня 2012 у WebCite]
- Расписание электропоездов Савёловского вокзала: на tutu.ru [Архівовано 26 березня 2016 у Wayback Machine.], на Яндекс. Расписаниях [Архівовано 18 грудня 2018 у Wayback Machine.]
- Схема маршрутов электричек с Савёловского вокзала [Архівовано 8 січня 2016 у Wayback Machine.]
- Савёловский вокзал — историческая справка
- «Савёловская глухомань» [Архівовано 5 січня 2012 у Wayback Machine.] (города, станции, расписания, история)
- Назад в будущее. Что было — что стало: Савёловский вокзал [Архівовано 4 березня 2016 у Wayback Machine.]. Краткая история, сравнение фотографий 1912 и 2006 годов.

| Попередня зупинка | Лінія | Лінія                    | Лінія | Наступна зупинка |
| ----------------- | ----- | ------------------------ | ----- | ---------------- |
| Кінцева           |       | Савеловський напрямок МЗ |       | Тимірязєвська    |